# Club Bádminton Paracuellos Torrejón
El Club Bádminton Ant Paracuellos  es un club de bádminton español, representativo de las vecinas localidades de Paracuellos de Jarama y Torrejón de Ardoz, en la Comunidad de Madrid. Se trata de una de las entidades deportivas más importantes de ambas localidades y, probablemente, la más exitosa. Actualmente compite en Liga Nacional de Clubes de bádminton (España)#Primera División Nacional. En el Club hay jugadores campeones de España.   Todos los jugadores entrenan actualmente en el CETD de Madrid y son integrantes de la selección de Madrid y también han sido convocados en diversas ocasiones por la selección española.

## Plantilla
La plantilla de la temporada 2017/2018 está formada por los siguientes jugadores:
- Adrián Alcaide (Bronce campeonato de España en DM categoría Absoluta y actualmente en el 2.º puesto del Ranking Nacional  DM y 9.º en DX)
- Victor Alcaide (exintegrante del CAR Blume de Madrid, campeón de España DM Sub-13, Bronce en el Campeonato de España DM Sub-15, Bronce en el Campeonato de España Sub-17, Bronce en el campeonato de España IM categoría sub-19,  7.º del Ranking Nacional IM Absoluto)
- Nadia Alonso (9.º puesto DX Ranking Nacional)
- Myrian Alonso ( Dos años Bronce en el Campeonato de España DF Sub-17, tercera del Ranking Nacional DX Sub-17 y cuarta Ranking Nacional DF Sub-17)
- Ignacio Cuesta
- Alejandro de Pablo

## Palmarés
Palmarés a nivel de Club: 4.º Clasificado Máxima Categoría Continental (Copa de Europa de Clubs) en 2004 (Haarlem, Países Bajos) y 8.º puesto en 2006 (La Rinconada).Tres Subcampeonatos División de Honor  de España (años 2004, 2006 y 2007) Siete veces tercer clasificado en División de Honor de España (años 2005, 2008, 2009, 2010, 2011, 2012 y 2013). Campeón de Primera División Nacional en 2015.

## Historia
En este Club han estado jugadores tan prestigiosos como: Dolores Marco (24 veces campeona de España), y los Olímpicos: Sergio Llopis (Olímpico en Atenas 2004  y 14 veces campeón de España), Pablo Abian (3 veces Olímpico en Pekín 2008, Londres 2012 y Río de Janeiro 2016, 14 veces campeón de España).